# Rinyaújlak, Somogy
Rinyaújlak  este un sat în districtul Barcs, județul Somogy, Ungaria, având o populație de 276 de locuitori (2011). 

## Demografie
Componența etnică a satului Rinyaújlak
     Maghiari (88,36%)
     Romi (8%)
     Germani (3,64%)
Componența confesională a satului Rinyaújlak
     Romano-catolici (53,62%)
     Reformați (19,93%)
     Fără religie (6,52%)
     Atei (1,45%)
     Necunoscută (18,48%)
Conform recensământului din 2011, satul Rinyaújlak avea 276 de locuitori. Din punct de vedere etnic, majoritatea locuitorilor (88,36%) erau maghiari, existând și minorități de romi (8,0%) și germani (3,64%).  Din punct de vedere confesional, majoritatea locuitorilor (53,62%) erau romano-catolici, existând și minorități de reformați (19,93%), persoane fără religie (6,52%) și atei (1,45%). Pentru 18,48% din locuitori nu este cunoscută apartenența confesională.